# Салтановская волость (Трубчевский уезд)
Салта́новская волость — административно-территориальная единица в составе Трубчевского уезда, существовавшая в 1920-1924 годах.
Административный центр — село Салтановка.

## История
Волость образована в 1920 году путём выделения из Пролысовской волости.
20 ноября 1923 года село Крапивна Салтановской волости было передано в Севский уезд.
В мае 1924 года Салтановская волость была упразднена, а её территория передана в Бежицкий уезд и вошла в состав Навлинской волости.
Ныне вся территория бывшей Салтановской волости входит в Навлинский район Брянской области.

## Административное деление
В 1920 году в состав Салтановской волости входили следующие сельсоветы: Алексеевский, Алёшинский, Вздруженский, Вознесенский, Ворковский, Глинненский, Еловикский, Задумченский, Зелепуговский, Крапивенский, Липовский, Поддумченский, Салтановский, Святовский, Сергинский, Сивцевский.